# William Alfred Waddell
William Alfred Waddell (Bethel, Nova York, 1862 - São Paulo, 1938), formou-se em Engenharia Civil, em 1882, pela Union College, e graduou em Teologia pela Faculdade de Princeton, em 1885. Em 1894, recebeu da Union College, o título de Doutor em Filosofia. Em 1910, o grau de Doutor em Divindade, honoris causa.
Chegou ao Brasil em 1890. Atuou na Missão Central do Brasil, que era uma missão evangélica de disseminação do presbiterianismo, foi um dos fundadores do Ginásio Mackenzie e do Mackenzie College em São Saulo (Brasil) onde instalou e dirigiu a Escola de Engenharia (Universidade Presbiteriana Mackenzie), que foi a primeira escola de engenharia de ensino privado no Brasil. Entre 1914 e 1927, foi o presidente do Mackenzie College.
Waddell pregava um processo civilizador, buscando trazer para o Brasil rural do final do século XIX a educação nos moldes estadunidenses, mas que se adequasse à realidade do país, sobretudo interioranos, como ocorreu no interior da Bahia com a criação da escola Instituto Ponte Nova em 1906 como uma escola de educação integral, tendo o trabalho como parte importante da prática educativa, e criação de hospital, estruturas que favoreceram o desenvolvimento daquela parte do sertão bahiano, no Brasil, mantidos com recursos próprios da missão de catequese.
Além da escola acima mencionada Waddell fundou o Instituto José Manuel da Conceição, na cidade de Jandira, perto de São Paulo em 1928.